# Teyssières
Teyssières är en kommun i departementet Drôme i regionen Auvergne-Rhône-Alpes i sydöstra Frankrike. Kommunen ligger i kantonen Dieulefit som tillhör arrondissementet Nyons. År 2022 hade Teyssières 66 invånare.

## Befolkningsutveckling
Antalet invånare i kommunen Teyssières
Referens:INSEE